# Tristan Thomas
Tristan Thomas (ur. 23 maja 1986 w Brisbane) – australijski lekkoatleta specjalizujący się w biegu na 400 metrów przez płotki.

## Osiągnięcia
- 2 złote medale Igrzysk Wspólnoty Narodów Juniorów (Bendigo 2004, bieg na 400 metrów & sztafeta mieszana)
- 7. miejsce podczas Pucharu Świata (bieg na 400 metrów przez płotki, Ateny 2006), podczas tej imprezy Thomas biegł również w sztafecie 4 × 400 metrów, która została sklasyfikowana na 8. pozycji
- 2 złote medale Uniwersjady (Belgrad 2009, bieg na 400 metrów przez płotki & sztafeta 4 × 400 metrów)
- brąz mistrzostw świata (sztafeta 4 × 400 metrów, Berlin 2009)

W 2012 Thomas reprezentował Australię na igrzyskach olimpijskich w Londynie – 7. miejsce w swoim biegu półfinałowym nie dało mu awansu do finału.
Wielokrotny medalista mistrzostw kraju.

## Rekordy życiowe
- bieg na 400 metrów przez płotki – 48,68 (2009)
- bieg na 400 metrów – 45,86 (2009) rekord Tasmanii